# Buschpflaume
Die Buschpflaume (Terminalia ferdinandiana) ist eine Pflanzenart aus der Familie der Flügelsamengewächse (Combretaceae). Sie ist verbreitet über das tropische Waldgebiet des nordwestlichen Australien in Northern Territory und Western Australia bis in den Osten des Arnhemlandes. Die Früchte werden auch Gubinge, im Englischen Billygoat, Billygoat Plum, Kakadu plum und in der Sprache der Aborigines Murunga genannt. Die Früchte besitzen die höchste Konzentration an Vitamin C aller bisher untersuchten Pflanzenarten; der Gehalt liegt mit 2300 bis 3150 mg auf 100 g Fruchtfleisch etwa 50-mal höher als bei Orangen.

## Beschreibung
Terminalia ferdinandiana wächst als laubabwerfender, schlanker, kleiner bis mittelgroßer Baum mit ausladender Krone und erreicht Wuchshöhen von meist bis zu 14 Metern; es gibt auch einzelne Bäume, die Wuchshöhen von bis zu 30 Meter erreichen. Die Borke ist rissig, mittelgrau bis cremefarben und orange.
Die wechselständigen, scheinwirteligen, an den Zweigenden angeordneten und mit einer Länge von bis zu 25 Zentimeter und einer Breite von bis 15 Zentimeter großen, blassgrünen und ganzrandigen Laubblätter werden in der Trockenzeit von Juli bis August abgeworfen. Die langstieligen Blätter sind elliptisch bis verkehrt-eiförmig und abgerundet bis stumpf oder spitz bis bespitzt, mit einer helleren und oft wechselnd, gefiederten, unterseits erhabenen Nervatur. Nebenblätter fehlen.
Achselständig und an den Enden der Zweige werden ährige Blütenstände gebildet. Die kleinen, fünfzähligen und sitzenden oder „pseudogestielten“ Blüten mit einfacher Blütenhülle sind weiß und stark duftend. Die becherförmig verwachsenen Tepalen (Kelchblätter) besitzen 5 dreieckförmige Zipfel. Der Perigonbecher ist innen zottig behaart. Die 10 Staubblätter sind lang und vorstehend, mit weißen Staubfäden. Der Fruchtknoten ist unterständig, in einem zylindrischen Blütenbecher. Es ist ein haariger, oranger Diskus vorhanden. Die Blütezeit reicht von September bis Dezember, auf der Südhalbkugel vom Frühling bis Sommer.
Die bei Reife vom März bis Oktober olivfarbene oder gelb-grüne bis rötliche und fleischige, sowie einsamige, ellipsoide und kahle Steinfrucht (Scheinfrucht) ist mit einer Länge von etwa 2–3 Zentimeter und einem Durchmesser von etwa 1–1,5 cm mandelgroß und -förmig mit einem kurzen Schnabel an ihrer Spitze. Die hellbräunlichen, fibrösen und schwimmfähigen Steinkerne (Nuss) sind etwas abgeflacht und elliptisch, sie enthalten meist einen länglichen, etwa 1 Zentimeter langen Samen mit dünner, papieriger Samenschale. Die Steinkerne sind lange schwimmfähig.
Das sehr saure Fruchtfleisch ist essbar und beinhaltet einen sehr hohen Gehalt an Vitamin C, die Aborigines essen es auch roh, aber es hat einen austrocknenden, nicht sehr angenehmen Effekt im Mund.

## Verwendung
Die Frucht, die in Australien als Kakadu plums bekannt ist, zählt zum sogenannten Bush Food und wurde von den Aborigines seit Zehntausenden von Jahren gegessen. Die kleinen Früchte wurden von ihnen gewöhnlich roh gegessen. Interessanterweise wurde diese Frucht wieder populär bei den Aborigines, nachdem der hohe Vitamin-C-Gehalt bekannt wurde. Heute werden die Früchte von den Aborigines wieder gesammelt.
Verwendet wird die Frucht für Marmeladen und Soßen. Sie wird auch für Fruchtsäfte, Eiscreme, Kosmetik, Würze und pharmazeutische Artikel verwendet.
Bei einer ersten Untersuchung durch Vic Cherikoff an der University of Sydney wurden Vitamin-C-Gehalte von 3,2 % festgestellt, danach wurden Früchte gefunden, die mehr als 5 % aufwiesen. Hinzu kam, dass in der Buschpflaume ein hoher Anteil Folsäure gemessen wurde, weitere Untersuchungen stellten einen bemerkenswert hohen Anteil polyphenolischer Antioxidantien fest.
Heute wird die Buschpflaume häufig als Ingredienz für Kosmetikartikel verwendet, aber langsam entwickelt sich ein Markt für medizinische Lebensmittel (Nutrazeutikum) und angereicherte Getränke. Da die Bäume versuchsweise in Plantagen mit bewässerten Feldern gezüchtet und geerntet werden und die Früchte an entfernte Märkte geliefert werden, kann der Vitamin-C-Gehalt mit den schwierigen Wachstumsbedingungen sinken, was auch mit dem vereinzelten Baumbestand zu tun hat. Die Aborigines-Gemeinschaften sind Nutznießer der wachsenden Nachfrage nach dieser Frucht, die am Nordzipfel Australiens wächst. Doch sorgen die hohen Preise, die für die Früchte gezahlt werden, dafür, dass sich vermehrt illegale Pflücker an der Ernte beteiligen.

## Taxonomie
Die Erstveröffentlichung dieser Art erfolgte 1860 durch Ferdinand Jacob Heinrich von Mueller unter dem Namen Terminalia edulis (nom. illeg. non Blanco) in Fragmenta Phytographiae Australiæ, Volume 2 (XVI), S. 151, war aber ungültig, weil dieser Name bereits 1845 durch Francisco Manuel Blanco in Flora de Filipinas 2, S. 265, für eine andere Art veröffentlicht wurde. Der gültige Name Terminalia ferdinandiana wurde 1935 durch Arthur Wallis Exell in Journal of Botany, British and Foreign, 73, S. 263 veröffentlicht. Das Epitheton ferdinandiana bezieht sich auf den Vornamen Ferdinand von Heinrich von Mueller.
Weitere Synonyme für Terminalia ferdinandiana Exell sind Terminalia latipes subsp. psilocarpa Pedley und Myrobalanus edulis Kuntze.